# Acinicoccus triodiae
Acinicoccus triodiae är en insektsart som beskrevs av Williams 1985. Acinicoccus triodiae ingår i släktet Acinicoccus och familjen ullsköldlöss. Inga underarter finns listade i Catalogue of Life.